# Melizzano
Melizzano è un comune italiano di 1 655 abitanti della provincia di Benevento in Campania. Situato alle falde occidentali del Monte Taburno, confina a nord-est con la provincia di Caserta.

## Geografia fisica
Melizzano è sito sulla ripa destra del vallone di Prata a 10 km dalla stazione ferroviaria Frasso - Dugenta.
Fa parte della Comunità Montana Zona del Taburno - Regione Agraria n.4 - Colline del Calore Irpino inferiore.
Ha un'escursione altimetrica pari a 907 m s.l.m. con una minima di 33 m ad una massima altitudine di 940 m s.l.m.
Ha una superficie agricola utilizzata di ettari (ha) 1.101,42 (2000).

## Origini del nome
Secondo certe ipotesi il paese sorse nel medioevo al posto dell'antica Melae, insediamento di origine sannita che fu al centro di alcune tristi vicende durante la seconda guerra punica (216 a.C.). Tuttavia appare più verosimile che Melizzano (al pari di Melissano in Puglia) costituisca invece un prediale derivante dal cognome latino Melitius.

## Storia
Nel Catalogus baronum (metà del XII secolo) veniva chiamata Meliczano ed era un feudo di proprietà del conte di Caserta.
Successivamente divenne di proprietà dei Signoretto e, nel 1506, dei Gambacorta.
Nel 1532 contava quarantotto famiglie, diventate cinquantasei nel 1596 e trentotto dopo la peste del 1656.
Nel XVII secolo appartenne ai De Capua e ai Bellucci.
Poco prima dell'abolizione del feudalesimo (1806) appartenne ai Corsi.
Nel 1810 divenne un unico comune con Dugenta che dopo l'Unità d'Italia divenne sua frazione.
Dal 1861 fa parte della provincia di Benevento.
Nel 1943 i bombardamenti americani provocarono ventuno morti.

## Monumenti e luoghi d'interesse

### Castello
Di proprietà privata, è un monumento di notevole interesse dato che conserva ancora la sua fisionomia originaria.
Il castello di Melizzano è caratterizzato dalla merlatura ghibellina che corre lungo tutta l'architettura.
Nel cortile interno si possono ammirare delle arcate ogivali di gusto gotico.

### Architetture religiose
Chiesa di San Pietro
Chiesa parrocchiale e arcipretale, venne citata per la prima volta nel XVI secolo quando risultava essere di patronato dell'Universitas. L'esterno, preceduto da una modesta scalinata, ha tre porte sormontate da due oculi e da una finestra. L'interno, a tre navate, presenta diverse decorazioni a stucco di gusto settecentesco. Vi si conserva una scultura della Madonna, oggetto di profonda venerazione.

## Società

### Evoluzione demografica
Abitanti censiti

## Cultura
Melizzano viene citata più volte nella commedia di Eduardo De Filippo "De Pretore Vincenzo" e viene indicata come città d'origine del protagonista e città famosa in antichità per la sua produzione di mele.

## Amministrazione
| Periodo | Periodo   | Primo cittadino           | Partito                            | Carica  | Note |
| ------- | --------- | ------------------------- | ---------------------------------- | ------- | ---- |
| 1985    | 1990      | Mattia Iorillo            | Democrazia Cristiana               | Sindaco |      |
| 1990    | 1992      | Giovanni Bozzi            | Partito Comunista Italiano         | Sindaco |      |
| 1992    | 1993      | Eduardo Mezza             | Democrazia Cristiana               | Sindaco |      |
| 1993    | 1995      | Giuseppe Domenico Viscosi | Democrazia Cristiana               | Sindaco |      |
| 1995    | 1999      | Giovanni Bozzi            | Partito Democratico della Sinistra | Sindaco |      |
| 1999    | 2004      | Giovanni Bozzi            | Democratici di Sinistra            | Sindaco |      |
| 2004    | 2009      | Giovanni Bozzi            | Lista civica (Centro-sinistra)     | Sindaco |      |
| 2009    | 2014      | Rossano Libero Insogna    | Lista civica                       | Sindaco |      |
| 2014    | 2019      | Rossano Libero Insogna    | Lista civica                       | Sindaco |      |
| 2019    | in carica | Rossano Libero Insogna    | Lista civica                       | Sindaco |      |